# Mogens Voltelen
Mogens Jakob Ammitzbøll Voltelen (16. maj 1908 i Sørup, Vester Ulslev Sogn – 12. marts 1995) var en dansk arkitekt.
Mogens Voltelen var søn af læge Carl Julius Voltelen og Anna Caroline Ammitzbøll, blev student 1925 og gik på Kunstakademiets Arkitektskole 1925-27. Han var bl.a. ansat hos Poul Henningsen og Vilhelm Lauritzen. Hos vennen PH fik han mulighed for at udfolde sit sociale og designmæssige engagement, der udmøntede sig i en livslang interesse for belysning, og han blev indgik i den kulturradikale bevægelse.
Han var medarbejder og redaktionssekretær ved PHs organ Kritisk Revy 1927-29, medredaktør af Håndbog for Bygningsindustrien 1930-45, redaktør 1942-45, medredaktør af Kulturkampen 1936-39, lærer og docent i belysningslære ved Kunstakademiets Arkitektskole 1940-78, medlem af Standardiseringsudvalget for belysning fra 1943, forskningsleder ved Statens Byggeforskningsinstitut 1947-51, næstformand i bestyrelsen for Lysteknisk Selskab 1948-59, formand 1959-67 og formand for bestyrelsen af Arkitektens Forlag fra 1951.
Gift 27. februar 1937 med tandtekniker Margery Gudrun Voltenen Thybo Lindemann (11. september 1914 i Århus), datter af grosserer Aage Lindemann og Marie Thomas. Ægteskabet opløst.

## Værker
- Enfamiliehuse, bl.a. Plantagevej 45 (1935)
- arrangør af belysningsudstilling på Nordisk Byggedag i København (1946)
- konsulent ved projektering af belysning i en række byggeopgaver, bl.a.:
- Grundtvigskirken
- Formynderskabsrådets sal i FNs bygning i New York (1951)
- Aalborghallen (1952)
- Herninghallen (1955)
- Folkets Hus, København V (1956)
- Louisiana (1958)
- Oslo Universitet
- Malmö Konsthall
- Statens Museum for Kunst
- Har endvidere tegnet møbler (udf. af snedkermester Niels Vodder) og lamper.[1]

Skriftlige arbejder:
- Beregning af Belysning, 1949.
- Belysningslære, kompendium fra forelæsning på Institut for byggeteknik, 1963.
- Rapport over dagslysforhold i projekt til Holstebro Kunstmuseums udvidelse, 1978.
- artikler om lys- og andre boligproblemer i tidsskrifter og leksika (bl.a. i Arkitekten 1946, 9-13 om arkitekterne og byggeforskningen)